# Kha b' Nisan

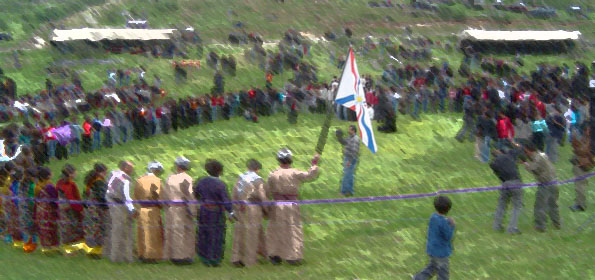
Assyrer aus dem chaldo-assyrischen Dorf Alqosh tanzen im Freien zur Feier des assyrischen Neujahrsfestes.

Kha b' Nisan (syrisch-aramäisch) oder Ha b' Nison (syrisch-aramäisch ܚܕ ܒܢܝܣܢ, zu deutsch „1. April“), auch bekannt als assyrisches Neujahrsfest, ist das Frühlingsfest des assyrischen Volkes. Hierbei feiern die Assyrer den Beginn des Frühlings, indem sie Paraden oder Tänze in den traditionellen assyrischen Trachten abhalten.